# 5 de Junio
5 de Junio, ausgeschrieben: Cinco de Junio, auch als Wimbí bekannt, ist eine Ortschaft und eine Parroquia rural („ländliches Kirchspiel“) im Kanton San Lorenzo der ecuadorianischen Provinz Esmeraldas. Die Parroquia besitzt eine Fläche von 212,1 km². Die Einwohnerzahl lag im Jahr 2010 bei 416. Die Bevölkerung besteht aus Afroecuadorianern.

## Lage
Die Parroquia 5 de Junio liegt im Küstentiefland im Nordwesten von Ecuador. Der nach Südwesten fließende Río Santiago begrenzt das Gebiet im Südwesten. Dessen rechte Nebenflüsse Río Huimbi und Río Huimbicito entwässern einen Großteil des Areals nach Nordwesten. Der Hauptort befindet sich am linken Flussufer des Río Huimbi 37 km südsüdöstlich vom Kantonshauptort San Lorenzo.
Die Parroquia 5 de Junio grenzt im Nordosten an die Parroquia Urbina, im Südosten und im Süden an die Parroquia Alto Tambo, im Südwesten an die Parroquia Luis Vargas Torres (Kanton Eloy Alfaro) sowie im Westen und im Norden an die Parroquia Concepción.

## Geschichte
Die Parroquia wurde im Jahr 1956 unter dem Namen „Víctor Hinostroza“ gegründet. Namensgeber war ein Politiker. Im Jahr 1966 erhielt die Parroquia ihren heutigen Namen. Der Name erinnert an den 5. Juni 1895, dem Tag der Machtübernahme durch Eloy Alfaro während der Liberalen Revolution.